# B's Recorder
B's Recorderは、ソースネクスト株式会社が開発・発売しているライティングソフトウェアである。
もともとは、株式会社ビー・エイチ・エーが開発し、1994年4月にWindows 3.1とMacintosh向けを発表した。2007年11月6日にプログラム著作権や商標権がソースネクストへ譲渡された。
OEMでの提供にも力を入れており、バッファローやアイ・オー・データ機器をはじめとする多くの記録型CD・DVDドライブ製品にOEM版としてバンドルされている。
過去にMacintosh版やSolaris版もリリースされていたが、2007年にソースネクストに移ってからはWindows版のみ開発を継続している。

## 機能

### エディションの差異
B's Recorderは、ライティングなどの基本的機能のみを提供。上位版のB's Recorder GOLDは、ライティングのみならず、各種オーサリング、データのバックアップ、コンテンツ・マルチメディアの編集など、数多くのマルチメディア関連機能を搭載する。

### Labelflash対応
Labelflashに対応したドライブには、B's Recorder GOLD8もしくは9とともに「labelFOLiO for Labelflash」が付属している場合があり、これを用いることでLabelflashを書き込むことができる。labelFOLiO for LabelflashはB's Recorder GOLD小売パッケージ版には付属しておらず、対応ドライブに付属している形態でしか入手できない。また、labelFOLiO for LabelflashはB's Recorder GOLDを内部で利用しているためlabelFOLiO for Labelflash単独でインストールすることはできない。B's Recorder GOLD10以降には対応していない。

### サポート期間
ソースネクストはサポートサービスの提供期間を「その製品の販売終了より1年間」としている。後継バージョンの発売後も一定期間は並行して旧バージョンの販売が続けられるため、いつ販売終了したのかは明確になっていない場合も多い。

## バージョン履歴

### UNIX版
- 1996年9月　UNIX用CDライティングソフトウェア「B's Recorder for Solaris」発売
- 2003年12月24日にてサポートを終了した[6]。

### Macintosh版

#### 初期のバージョン
- 1994年4月、Macintosh用CDライティングソフトウェア「B's Recorder」OEM販売開始
- 1997年9月、「B's Recorder Pro」Macintosh版のパッケージ製品販売開始
- 2003年12月24日にてサポートを終了した[6]。

#### B's Recorder GOLD for Macintosh
- 1999年6月5日、「B's Recorder GOLD for Macintosh」パッケージ製品発売[7]。
- 2000年2月4日、価格改定。オフィシャルガイドブックとラベル作成ソフトの同梱をやめて値下げ[8]。
- 2001年6月22日、B's Recorder GOLD for MacintoshとB's Fun! MP3 for Macintoshをセットにした「B's Recorder GOLD バリューパック」を限定2000本で発売[9]。
- 2001年6月22日、「B's Recorder GOLD/B's CLiP for Macintosh」Macintosh内蔵CD-R/RWドライブ専用パッケージ発売[10]。
- 2006年6月30日にてサポートを終了した[11]。

#### B's Recorder GOLD X
- 2003年2月21日発売[12][13]。Mac OS Xに対応。
- 2006年12月25日、バージョン1.2.9へのアップデーター公開[14]。
- 経営破綻に伴い、2009年8月20日にて事実上サポートを終了。

### Windows版

#### 初期のバージョン
- 1994年4月　Windows 3.1用CDライティングソフトウェア「B's Recorder」のOEM販売開始
- 1996年3月　Windows用CDライティングソフトウェア「B's Recorder 95」OEM販売開始
- 1997年10月　「B's Recorder Pro」Windows 95/NT 4.0版のパッケージ製品販売開始
- 2003年12月24日にてサポートを終了した[6]。

#### バージョン1～3
- B's Recorder GOLD for Windows　1998年6月5日発売[15]
- B's Recorder GOLD for Windows Ver1.5　1999年10月発売
- B's Recorder GOLD DVD Edition　2001年8月31日発売[16]。DVD-R/RWの書き込みに対応。B's Recorder GOLD の旧バージョンから無償でアップデートできる[17]。
- B's Recorder GOLD V3　2001年12月14日発売[18]。名称を変更し、値下げし、パッケージもリニューアルし発売。B's Recorder GOLD の旧バージョンから無償でアップデートできる。
- 最終アップデートは2002年6月17日のバージョン3.29[19]。
- 2003年12月24日にてサポートを終了した[6]。

#### バージョン5
- B's Recorder GOLD5 BASIC　2002年5月10日発売[20]
- B's Recorder GOLD5　2002年5月10日発売[20]
- B's Recorder GOLD5 DX　2002年5月10日発売[20]
- 最終アップデートは2004年12月15日のバージョン5.55[21]。
- 2005年5月31日にてサポートを終了した[21]。

#### バージョン7
- B's Recorder GOLD7　2003年7月18日発売[22]
- B's Recorder GOLD7 BASIC　2005年8月26日ソースネクストより発売[23]
- 最終アップデートは2006年9月14日のバージョン7.57[24]。
- 2007年2月28日にてサポートを終了した[11]。

#### バージョン8
- B's Recorder GOLD8　2004年11月26日発売[25]。
- B's Recorder GOLD8 BASIC　2005年1月28日発売[26]。
- 最終アップデートは2009年1月19日のバージョン8.67[27]。
- 経営破綻に伴い、2009年8月20日にて事実上サポートを終了[28]。

#### バージョン9
- B's Recorder GOLD9 BASIC　2006年7月29日ビー・エイチ・エーより発売[29]
- B's Recorder GOLD9　2006年7月29日ビー・エイチ・エーより発売[29]
- B's Recorder GOLD9 PLUS　2008年3月7日ソースネクストより発売[30]

- ビー・エイチ・エー社が2009年8月20日に事業停止後は、このバージョンに限り、ビー・エイチ・エー名義で販売した分もソースネクストがサポートを継続[28]。

- 最終アップデートは、ビー・エイチ・エー販売分はバージョン9.69[31]、ソースネクスト販売分はバージョン9.88[32]。
- 2011年10月31日にてサポート終了[33]。

#### バージョン10
- 2009年4月3日、ソースネクストより発売[34]。
- B's Recorder、B's Recorder GOLD10、B's Recorder GOLD10 Premiumのラインナップ。GOLDではないエディションにはバージョンの数字がついていない。
- のちにWindows 7対応を明記したパッケージを発売。
  - ソースネクスト B’s Recorder Windows 7対応版　2009年11月6日発売[35]
  - ソースネクスト B’s Recorder GOLD10 Windows 7対応版　2010年4月2日発売[36]
  - ソースネクスト B’s Recorder GOLD10 Premium Windows 7対応版　2010年4月2日発売[36]
- 最終アップデートは2013年2月7日のバージョン10.43。
- 2013年2月28日にてサポート終了[5]。

#### バージョン11
- ダウンロード版は2011年6月24日発売、パッケージ版は2011年8月26日発売[37]
- B's Recorder 11、B's Recorder GOLD11、B's Recorder GOLD11 PREMIUMのラインナップ。
- 最終アップデートは2014年8月21日のバージョン11.34[38]。
- 2014年8月31日にてサポート終了[39]。

#### バージョン12
- ダウンロード版は2012年12月26日発売、パッケージ版は2013年2月5日発売[40]
- B's Recorder 12、B's Recorder GOLD12のラインナップ。
- 最終アップデートは2017年7月20日のバージョン12.54[41]。
- 2017年7月31日にてサポート終了。

#### バージョン13
- ダウンロード版は2015年3月11日発売、パッケージ版は2015年4月10日発売[42]
- B's Recorder 13、B's Recorder GOLD13のラインナップ。
- 最終アップデートは2018年7月17日のバージョン13.40[43]。
- 2018年7月31日にてサポート終了。

#### バージョン14
- ダウンロード版は2017年2月10日発売、パッケージ版は2017年4月5日発売[44]
- B's Recorder 14、B's Recorder GOLD14のラインナップ。
- 最終アップデートは2019年7月18日のバージョン14.28[45]。
- 2019年7月31日にてサポート終了。

#### バージョン15
- ダウンロード版は2018年3月22日発売、パッケージ版は2018年5月18日発売[46]
- B's Recorder 15、B's Recorder GOLD15のラインナップ。
- 2023年2月28日にてサポート終了[47]。

#### バージョン16
- ダウンロード版は2019年3月18日発売、パッケージ版は2019年4月5日発売[48]
- B's Recorder 16、B's Recorder GOLD16のラインナップ。
- 2023年2月28日にてサポート終了[47]。

#### バージョン17
- ダウンロード版は2020年6月25日発売、パッケージ版は2020年9月4日発売[49]
- B's Recorder 17、B's Recorder GOLD17のラインナップ。
- 2023年11月30日にてサポート終了[47]。

#### バージョン18
- ダウンロード版は2021年11月4日発売、パッケージ版は2021年12月3日発売[50]
- B's Recorder 18、B's Recorder GOLD18のラインナップ。

#### バージョン19
- ダウンロード版は2023年3月23日発売、パッケージ版は2023年5月19日発売[51]。
- B's Recorder 19、B's Recorder GOLD19のラインナップ。

#### バージョン20
- ダウンロード版は2024年3月7日発売、パッケージ版は2024年4月3日発売[52]。
- B's Recorder 20、 B's Recorder GOLD 20のラインナップ。

#### バージョン21
- ダウンロード版を2025年3月18日発売[53]。本バージョンからパッケージ版は発売されなくなった。
- B's Recorder 21、 B's Recorder GOLD 21のラインナップ。
- CD/DVDの劣化を判定できる機能を搭載。また、問題のあるディスクから可能な限りデータ救出を試みる修復バックアップ機能もある[54]。